# Pingyi (socken)
Pingyi (kinesiska: 平邑, 平邑街道) är en socken i Kina. Den ligger i provinsen Shandong, i den östra delen av landet, omkring 140 kilometer sydost om provinshuvudstaden Jinan. Antalet invånare är 223 267. Befolkningen består av 109 963 kvinnor och 113 304 män. Barn under 15 år utgör 17,0 %, vuxna 15-64 år 74 %, och äldre över 65 år 7,0 %.
Genomsnittlig årsnederbörd är 902 millimeter. Den regnigaste månaden är juli, med i genomsnitt 265 mm nederbörd, och den torraste är januari, med 5 mm nederbörd.